# Ariosoma howensis
Ariosoma howensis är en fiskart som först beskrevs av Mcculloch och Waite, 1916.  Ariosoma howensis ingår i släktet Ariosoma och familjen havsålar. Inga underarter finns listade i Catalogue of Life.